# Mara Branković
Mara Branković (serbisch-kyrillisch Мара Бранковић, auch Mara Hatun, Despina Hatun, Amerissa; * um 1416; † 14. September 1487 in Ježevo, Osmanisches Reich, heute in Nordgriechenland) war eine serbische Prinzessin aus dem Adelsgeschlecht Branković. Sie fungierte als Vermittlerin zwischen dem Osmanischen Reich, Serbien, dem Königreich Ungarn, Ragusa und Venedig.

## Leben
Mara war eine Tochter des serbischen Despoten Đurađ Branković und dessen Frau Jerina (Irene, geborene Kantakuzenos, um 1400–1457). Sie heiratete am 4. September 1435 Murad II., den Sultan des Osmanischen Reiches.
Aus der Ehe mit dem türkischen Sultan gingen keine Kinder hervor, sie hatte jedoch ein gutes Verhältnis zu ihrem Stiefsohn, Mehmed II., dem sie, nach dem Tod ihres Ehegatten, in politischen Fragen oft mit Ratschlägen zur Seite stand. Als ihr Ehemann im Jahr 1451 verstorben war, kehrte sie nach Serbien zurück und rief 1469 ihre Schwester Katharina zu sich, die ihre Position in Mazedonien und beim serbischen Adel stärkte. Branković schlug ein Heiratsangebot des byzantinischen Kaisers Konstantins XI. Palaiologos ebenso aus, wie den 1454 Versuch ihres Vaters für sie eine Verbindung mit dem tschechischen Söldnerführer Jan Jiskra von Brandeis zu arrangieren. Durch den innerfamiliären Machtkampf um den serbischen Thron beschloss sie mit ihrem Bruder Grgur Branković und ihrem Onkel Thomas Kantakuzenos ins Osmanische Reich überzusiedeln. Mehmed II. wies ihr die Ländereien um Ježevo und eine Residenz bei Serres (Nord-Griechenland) zu. Die Reste des ehemaligen Wehrturms sind heute noch erhalten. Hier versammelte sie byzantinische und serbische Adlige und Künstler um sich und stellte Urkunden aus und gab Briefe heraus. Des Weiteren war sie für ihre Patronats- und Wohltätigkeitshandlungen bekannt. Mara Branković wird auch mit der Wiederaufbau des Rila-Klosters und die Umbettung der Reliquien des Heiligen Iwan Rilski aus der mittelalterliche bulgarischen Hauptstadt Tarnovgrad in Verbindung gebracht. Die Prozession selbst und ihre Rolle wurden vom Zeitzeugen von Mara, Wladislaw Gramatik in seinem Разказ за пренасяне мощите на св. Иван Рилски в Рилския манастир ‚Erzählung über Umbettung der Reliquien des hl. Iwan von Rila in das Rila-Kloster‘ beschrieben.
Im Krieg zwischen dem Osmanischen Reich und der Republik Venedig 1463–1479, spielten sie eine bedeutende Rolle als Vermittlerin und wurden von beiden Seiten für diplomatische Missionen eingesetzt. Sie begleitete 1471 persönlich einen venezianischen Botschafter zu Verhandlungen mit dem Sultan, außerdem blieb sie einflussreich bei den Führern der orthodoxen Kirche, wie auch beim Nachfolger Mehmeds II., Sultan Bayezid II. Nach der Schlacht bei Vaslui 1475 im Fürstentum Moldau bemerkte sie, dass die Schlacht eine der größten Niederlagen für das bis dahin scheinbar unbesiegbare Osmanische Reich war.
Auf einem Miniaturporträt ihrer Familie aus dem Jahr 1429 soll sie als elfjähriges Mädchen neben ihren Geschwistern und ihren Eltern abgebildet sein. Nach anderen Angaben soll sie die Tochter der Schwester des Johannes Komnenos aus der ersten Ehe ihres Vaters gewesen und schon um das Jahr 1412 geboren sein.
Sie vermachte den Klöstern Hilandar und Agiou Pavlou ihren gesamten Besitz, der osmanische Sultan Bayezid II. übergab sie jedoch einem Waqf aus Konstantinopel.

## Familie
Branković hatte mehrere Geschwister:
- Grgur Branković (1415–1459)
- Stefan Branković (um 1417–1476)
- Katharina Kantakuzenos (um 1418–1492) ⚭ Graf Ulrich II.
- Lazar Branković (um 1421–1458)